# Khalilou Fadiga
Khalilou Fadiga (* 30. Dezember 1974 in Dakar) ist ein ehemaliger senegalesischer Fußballspieler.

## Karriere
Der in Frankreich geborene linke Mittelfeldspieler begann seine Fußballerkarriere bei Les enfants de la goutte d’or, einem Pariser Vorstadtverein. Von 1997 bis 2000 spielte er für den FC Brügge. Nach relativ erfolgreichen Spielen in Belgien wechselte er noch vor der WM 2002 zu AJ Auxerre, wo er bis 2003 blieb. Anschließend ging der Linksfuß zu Inter Mailand. Ab der Saison 2004/2005 spielte Fadiga, mit einem Zwischenstopp bei Derby County, bei den Bolton Wanderers.
Fadiga spielte 38 Mal im senegalesischen Fußballnationalteam.

## Erfolge
- Teilnahme an der Fußball-WM 2002 in Japan und Südkorea (4 Einsätze/1 Tor/1 Gelbe Karte)
- 1 Mal belgischer Meister mit FC Brügge 1998
- 1 Mal belgischer Supercupsieger mit FC Brügge 1998
- 1 Mal französischer Pokalsieger mit AJ Auxerre 2003